# 二人の貴公子

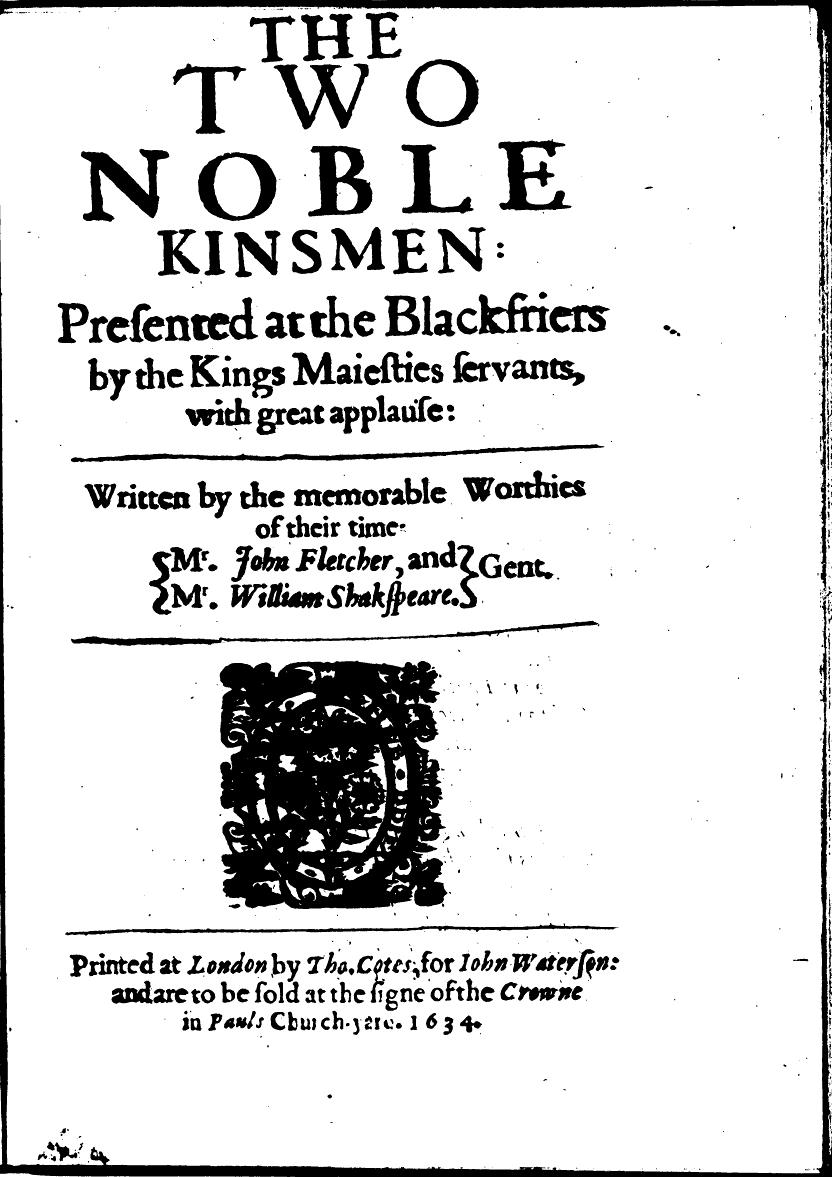
1634年の四折版の表紙

『二人の貴公子』（ふたりのきこうし、The Two Noble Kinsmen）とは、ジャコビアン時代の喜劇。最初の出版は1634年。かつては作者が誰かについて論争があったが、現在ではジョン・フレッチャーとウィリアム・シェイクスピアの合作ということで研究者たちの合意を見ている。原作はジェフリー・チョーサー作『カンタベリー物語』の中の「騎士の話」である。

## 登場人物
- ヒュメーン（Hymen）
- テーセウス（Theseus）
- ヒポリタ（Hippolita） - テーセウスの花嫁。
- エミーリア（Emelia） - ヒポリタの妹、テーセウスの義妹。
- （エミーリアの侍女 Emelia's Woman）
- 妖精（Nymphs）
- 三人の王妃（Three Queens）
- 三人の勇敢な騎士（Three valiant Knights） - パラモンの仲間。
- パラモン（Palamon） - 二人の貴公子の1人。エミーリアに恋する。
- アーサイト（Arcite） - 二人の貴公子の1人。エミーリアに恋する。
- （ウァレーリウス Valerius）
- ペイリトオス（Perithous）
- （伝令 A Herald）
- （紳士 A Gentleman）
- （使者 A Messenger）
- （召使い A Servant）
- （求婚者 Wooer）
- （護衛 Keeper）
- 牢番（Jaylor）
- 牢番の娘（His Daughter） - パラモンに恋する。
- （牢番の弟 His brother）
- （医師 A Doctor）
- （四人の田舎者 Countreymen）
- （二人の牢番の友人 2 Friends of the Jaylor )
- （三人の騎士 3 Knights） - アーサイトの仲間。
- （ネル Nel、他）
- 田舎娘たち（Wenches）
- 太鼓叩き（A Taborer）
- ジェロルド（Gerrold） - 学校教師。

## あらすじ

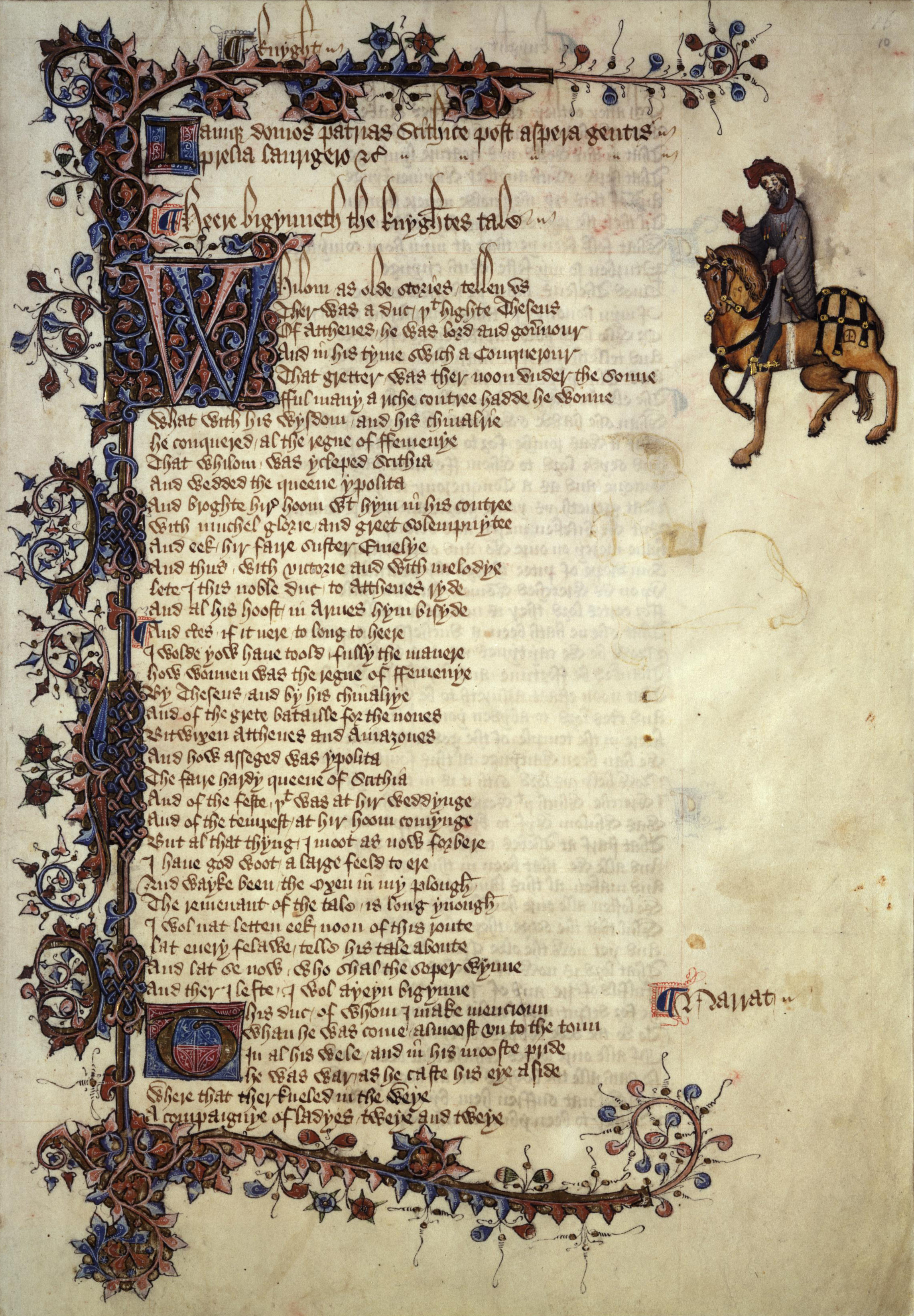
チョーサー『騎士の話』の表紙（エルズミア写本 Ellesmere manuscript）

恋愛悲喜劇『二人の貴公子』は、チョーサーの「騎士の話」をベースにし、本筋と並行するサブプロットを追加したものである。

いとこで親友でもあるパラモンとアーサイトは、自分たちの都市テーバイの敗戦後、捕虜としてアテナイに連れてこられる。牢獄の窓から二人はエミーリア王女を見、ともに恋に落ちる。二人の友情は途端に敵愾心に変わる。
アーサイトはアテナイから追放される。しかし、エミーリア恋しさに変装してアテナイに舞い戻り、エミーリアの従者となる。
一方、牢獄に残されたパラモンに牢番の娘が恋をする。娘はパラモンを逃がす。
パラモンはアーサイトと再会する。エミーリアを巡って、二人は決闘することにする。
パラモンに捨てられた牢番の娘は狂ってしまう。求婚者はパラモンに変装して、娘を治そうとする。
決闘の前にアーサイトは神に勝利を祈る。パラモンはエミーリアとの結婚を祈る。エミーリアは二人の無事を祈る。
アーサイトが決闘に勝利する。しかし、その直後落馬する。アーサイトは、いとこのパラモンにエミーリアと結婚してくれるよう頼んでから、息を引き取る。

## シェイクスピアとフレッチャーによる分担
ハレット・スミスは『リヴァーサイド版シェイクスピア』の中で、「韻律の特徴、語彙、合成語、特定の縮約の頻度、比喩の種類と使用、特定のタイプの特徴的な行」をその鍵として挙げ、以下の通りに分類した。細かい点については異論もあるが、研究者たちも概ねこれに同意している。
| プロローグ |                  | フレッチャー   |
| 第1幕      | 第1場 - 第3場    | シェイクスピア |
| 第1幕      | 第4場 - 第5場    | （不明）       |
| 第2幕      | 第1場            | シェイクスピア |
| 第2幕      | 第2場 - 第6場    | フレッチャー   |
| 第3幕      | 第1場            | シェイクスピア |
| 第3幕      | 第2場 - 第6場    | フレッチャー   |
| 第4幕      | 第1場            | フレッチャー   |
| 第4幕      | 第2場            | （不明）       |
| 第4幕      | 第3場            | フレッチャー   |
| 第5幕      | 第1場 1 - 33行   | フレッチャー   |
| 第5幕      | 第1場 34 - 173行 | シェイクスピア |
| 第5幕      | 第2場            | フレッチャー   |
| 第5幕      | 第3場&第4場      | シェイクスピア |
| エピローグ |                  | フレッチャー   |

## 材源
チョーサーの「騎士の話」は既に二度舞台化されていたが、どちらの翻案も台本が現存しない。最初の翻案はリチャード・エドワーズ(Richard Edwardes)による『パラモンとアーサイト』(Palamon and Arcite, 1566)である。この芝居はオックスフォードにて若きエリザベス一世の御前で一度だけ上演することを目的に制作された。この芝居は出版されたことがなく、『二人の貴公子』を書く際のもとになったとは考えにくい。「騎士の話」をもとにしたもう一本の芝居については作者がわかっていないが、シェイクスピアとフレッチャーは確実にこの芝居のことを知っていた。この芝居は1594年9月に海軍大臣一座によって上演された。フィリップ・ヘンズローが発注した芝居で、おそらくこの頃に書かれたシェイクスピアの『夏の夜の夢』にも影響を与えている可能性がある。
牢番の娘をめぐる喜劇的な脇筋には直接の種本がないが、後述するようにフランシス・ボーモントの『インナー・テンプルとグレイ法曹院のマスク』(Masque of the Inner Temple and Gray's Inn, 1613)には似た場面がある。

## 年代とテクスト
『二人の貴公子』と同時期に書かれた作品を結びつけていくと、1614年から1614年頃に執筆・上演が行われたのではないかと推測される。ベン・ジョンソンの1614年の芝居『バーソロミュー・フェア』第四幕第三場には『二人の貴公子』の主人公のひとりであるパラモンへの言及があり、この頃には『二人の貴公子』は観客の間で知られていたことを示している。
フランシス・ボーモントによる1613年の仮面劇『インナー・テンプルとグレイ法曹院のマスク』においては、第二のアンチマスクで田舎住まいのキャラクターとして、衒学者、五月祭の王と女王、召使いと小間使い、酒場の主人と女主人、羊飼いと田舎娘、二匹の「狒々」(オスとメスのヒヒ)が登場する。田舎娘とヒヒの片方がいないという少しだけ簡略化されたキャストが『二人の貴公子』第二幕第五場120-38でモリスダンスを上演している。ボーモントの仮面劇で一度の上演のためにデザインされた「特殊効果」が成功したため『二人の貴公子』にもこの演出が調整されて取り入れられたようであり、このことで『二人の貴公子』はボーモントの仮面劇からそれほど時間をおかずに上演されたことがわかる。
『二人の貴公子』は1634年4月8日に書籍出版業組合記録に登録されている。後にクォート版がその年のうちに出版されており、書籍商はジョン・ウォーターソン、印刷者はトマス・コーツであった。『二人の貴公子』は1623年のファースト・フォリオやその後に出版されたシェイクスピア作品のフォリオ版には入っていないが、1679年のボーモントとフレッチャーのフォリオには入っている。

## 上演史

### 17世紀の上演
1613年から1614年頃に公演されたと言われるが、記録が示唆しているのは1619年の宮廷での上演である。1664年、王政復古で劇場が再開された時、詩人で劇作家のサー・ウィリアム・ダヴェナント（William Davenant）が公爵一座のために『二人の貴公子』を改訂し、The Rivals（恋敵）の題名で上演した。トマス・ベタートン（Thomas Betterton）が「フィランダー」（パラモンのこと）を演じた。サミュエル・ピープスはダヴェナント版を見て、「優れた劇ではないが、演技は良い」（1664年9月10日）と書き残した。

### 20世紀の上演
1928年にロンドンのオールド・ヴィック・シアターで再演され、1955年にはアメリカのアンティオク大学やハーバード大学で上演された。1986年にはロイヤル・シェイクスピア・カンパニーが、1994年にはオレゴン・シェイクスピア・フェスティバルが本作を上演している。

### 21世紀の再演
2007年6月にニュー・ジャージーのハドソン・シェイクスピア・カンパニーが毎年行われる「シェイクスピア・イン・ザ・パーク」のシリーズの一部として本作を上演した。デイヴィッド・シーウェルが演出家をつとめ、古代ギリシアが舞台という設定で、地中海というセッティングを反映したさまざまな民族的バックグラウンドを持つ役者からなる多様なキャストでの上演であった。この上演はニュー・ケンブリッジ版の『二人の貴公子』でも言及されている。本作は2015年6月9日にロンドン、ケニントンのホワイト・ベア・シアターでも上演された。

### 日本語版
2003年に山手ゲーテ座にて佐藤里穂の翻訳・演出により、『二人のいとこの貴公子』として日本語版が初演された。2004年にはシアターΧにてキャストを変更し、修正版で再演された。ただし、英語版は既に1988年に麗澤大学で上演されており、また岩波シネサロンで1992年に英語のリーディング上演が行われている。
2016年に明治大学シェイクスピアプロジェクトが、『夏の夜の夢』と本作を二部構成にして『Midsummer Nightmare』として上演した。

## 翻案・影響を受けた作品
1664年のThe Rivalsをはじめとして、いくつか翻案が製作されている。1795年にはフランシス・ゴドルフィン・ウォルドロンがLove and Madness: or, The Two Noble Kinsmenというタイトルの翻案をロンドンのヘイマーケットにあるシアター・ロイヤルで上演した。
1956年にはBBCラジオでラジオドラマとして本作が放送された。
『二人の貴公子』はこれまで一度も映像化されたことのない唯一のシェイクスピア劇である。
日本語の舞台としては、2009年3月12日から29日まで、宝塚バウホールにて宝塚歌劇団月組公演としてミュージカル版の『二人の貴公子』が上演された。脚本は河合祥一郎による日本語訳をもとに小柳奈穂子が作成し、演出も小柳が担当している。主演は龍真咲と明日海りおがつとめた。このほか、同2009年に『二人の貴公子』をもとに大きく改変を加えた翻案『赤い城黒い砂』が上演されており、本作では脚本を蓬莱竜太、演出を栗山民也、主演を片岡愛之助、中村獅童、黒木メイサがつとめている。4月3日から5日までは京都の南座で、4月11日から26日までは東京都日生劇場で上演された。さらに2018年7月27日から10月15日まで、この作品を原作とする翻案ミュージカル『ナイツ・テイル－騎士物語－』がジョン・ケアード演出、堂本光一、井上芳雄主演で帝国劇場及び梅田芸術劇場で上演される。
『ザ・シンプソンズ』15シーズンの「酔いどれ夫婦（Co-Dependent's Day）」の中で、モー・シズラックが迂闊にも1886年産のシャトー・ラトゥール（Château Latour）のボトルを手放してしまう。モーが涙を拭くために使ったのも金では買えない稀少品、つまり、『二人の貴公子』のオリジナル原稿だった。